# Borovnička
Borovnička är en ort i Tjeckien. Den ligger i den nordöstra delen av landet, 100 km nordost om huvudstaden Prag. Borovnička ligger 464 meter över havet och antalet invånare är 189.
Terrängen runt Borovnička är platt åt nordväst, men åt sydost är den kuperad. Runt Borovnička är det tätbefolkat, med 266 invånare per kvadratkilometer. Närmaste större samhälle är Trutnov, 18,6 km öster om Borovnička. I omgivningarna runt Borovnička växer i huvudsak blandskog.